# Sadoňský rybník
Sadoňský rybník (německy:Sadonitz) uváděný též jako Sadonský či Sadonický rybník, lidově „Sadoňák” je chovný rybník o rozloze 1,68 ha v Rožmitále pod Třemšínem v okrese Příbram. Je v majetku Arcibiskupství pražského, správu zajišťuje Český rybářský svaz, z.s., místní organizace Rožmitál pod Třemšínem.

## Popis
Rybník o rozloze 1,68 ha se nachází východně od centra města, poblíž silnice I/19. Jeho jediným přítokem je ze severovýchodu Hoděmyšlský potok. Odtéká na severozápadní straně strouhou, která se za stavidly rybníka Jez spojuje s Vlčavou. Část rybníka je přepažená betonovou přepážkou z níž bylo v 80. letech vybudováno koupaliště s úpravnou vody. U koupaliště se nachází sportovně-rekreační areál, kde je dětské hřiště, venkovní tělocvična, venkovní hřiště na volejbal a nohejbal, jednoduchá restaurace a turistická ubytovna. 

## Historie
Učitel a hudební skladatel Jakub Jan Ryba, který v Rožmitále působil v letech 1788–1815, byl první kdo prosazoval koupání dětí ve volné přírodě. Ve svém deníku zmiňuje jako vhodný právě Sadoňský rybník, který měl tehdy velmi čistou vodu.
Ve 20. a 30. letech byl Sadoňský rybník oblíbeným koupalištěm. U severozápadní hráze byla vybudována dřevěná plovárna s šatnou a občerstvením a spolek J. J. Ryba již pronajal část trávníku pro hraní volejbalu. Oblíbeným byl i splav pod rybníkem, kam se lidé chodili sprchovat, a kde se slunili na žulových kamenech. Pro tyto výhody byl tehdy Sadoňský rybník nazýván rožmitálským Ostende.
V domě porybného Langa, na hrázi Sadoňského rybníka se od 26. října 1944, ukrýval velitel rožmitálského odbojového hnutí František Lízl. Na začátku ledna 1945 byl jeho úkryt vyzrazen a Lízl byl zatčen gestapem. Při převozu do Klatov, Lízl unikl z auta a spáchal sebevraždu skokem pod vlak. Malíř Miroslav Hásek nechal Lízlovi u hráze Sadoňského rybníka vybudovat pomník.
V 50. – 70. letech hrálo na rybníku své domácí zápasy hokejové družstvo TJ Spartak Rožmitál pod Třemšínem.
V 80. letech byla část rybníka přepažena betonovou hrází, z níž bylo v Akci Z vybudováno koupaliště. U koupaliště byl vnikl rekreačně-sportovní areál s volejbalovým hřištěm a občerstvením.

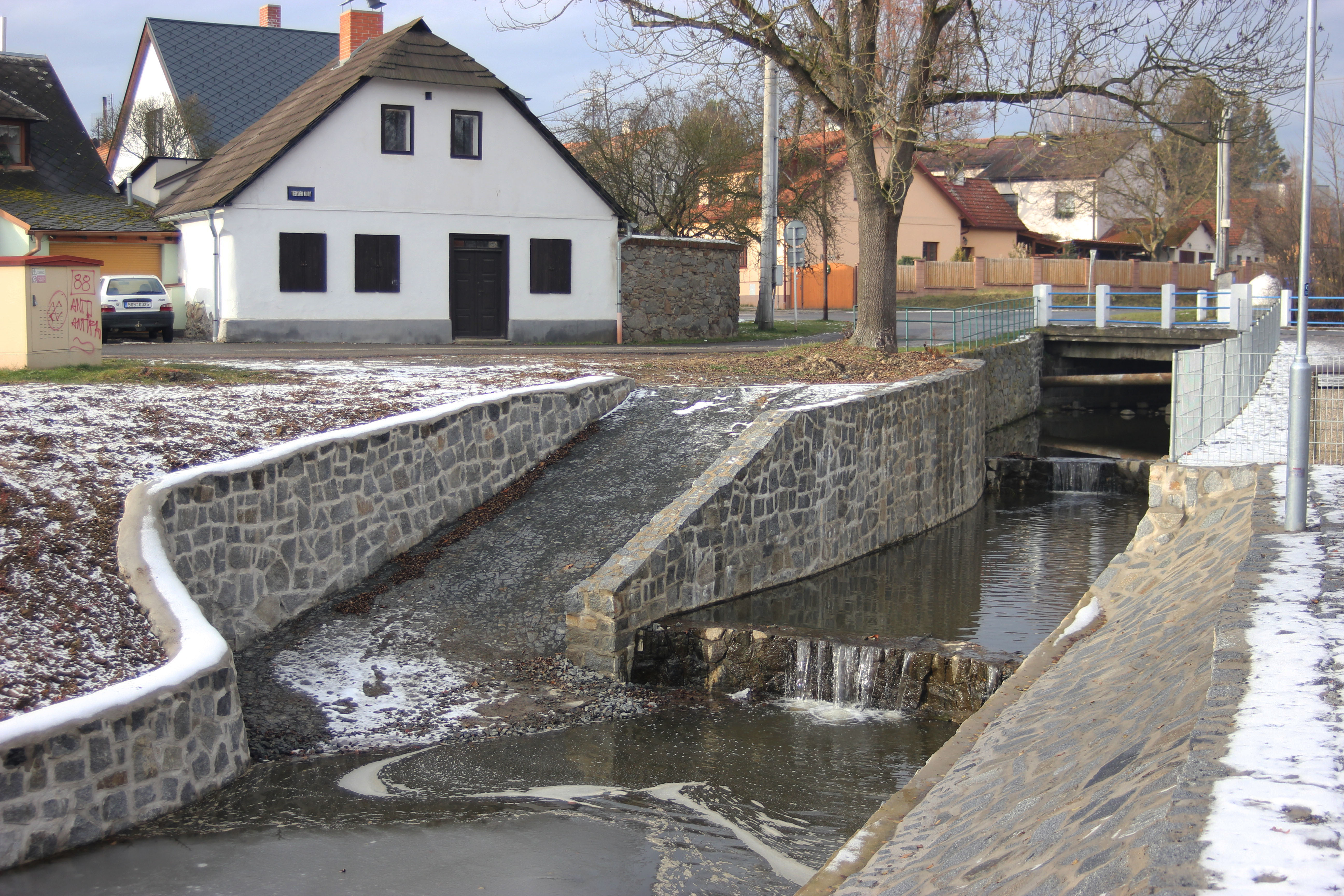
Koryto odtokové stoky Sadoňského rybníka po úpravě v roce 2020

V roce 2020 bylo odtokové koryto rybníka vyčištěno od náletů a od mostu v ulici Čelakovské-Rajské prošlo výraznými stavebními úpravami. Břehy i koryto byly zpevněny žulovými bloky a betonem. Byla vybudována nová přístupová rampa ke korytu a několik vodních kaskád. V části bylo koryto rozšířeno a uprostřed byl vybudován kamenný ostrůvek, doplněný plastovými figurkami vodních ptáků a vodníků. Východní strana koryta byla opatřena plotem a vznikl zde nový chodník k obchodnímu domu Norma. Západní strana byla osázena okrasnými dřevinami.

Sadoňský rybník je užíván pro chov ryb. Každoroční výlov je tradiční společenskou akcí spojenou s myslivecko-rybářskou slavností. Výlovu Sadoňského rybníka v roce 2021 se zúčastnil tehdejší vicepremiér, ministr obchodu a průmyslu Karel Havlíček (ANO).

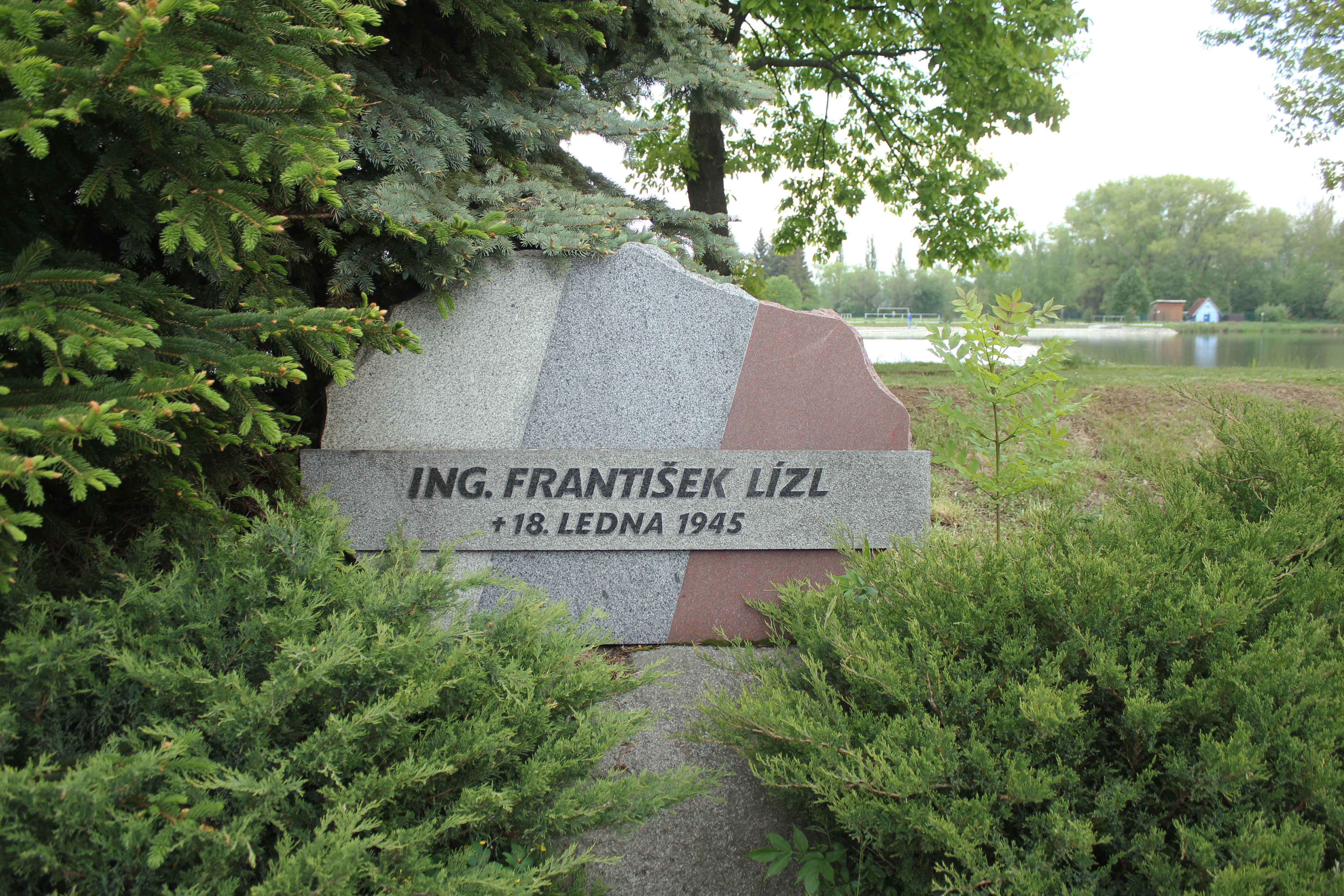
Pomník Františka Lízla u Sadoňského rybníka v Rožmitále pod Třemšínem